# Gachenbach
Gachenbach är en kommun och ort i Landkreis Neuburg-Schrobenhausen i Regierungsbezirk Oberbayern i förbundslandet Bayern i Tyskland.
Kommunen ingår i kommunalförbundet Schrobenhausen tillsammans med kommunerna Berg im Gau, Brunnen, Langenmosen och Waidhofen.